# Sergej Narysjkin
Sergej Jevgenjevitj Narysjkin (russisk: Серге́й Евге́ньевич Нары́шкин engelsk: Sergey Yevgenyevich Naryshkin; født 27. oktober 1954) er en russisk politiker og erhvervsmand, der har tjent som direktør for SVR (den russiske efterretningstjeneste) siden 2016. Tidligere har han været Formand for Statsdumaen (2011–2016) og Kremls stabschef (2008–2012); han var også formand for den Historiske sandhedskommission i maj 2009 til den blev opløst i februar 2012.